# 島根県道227号松江しんじ湖温泉停車場線
島根県道227号松江しんじ湖温泉停車場線（しまねけんどう227ごう まつえしんじこおんせんていしゃじょうせん）は、島根県松江市を通る一般県道である。

## 概要
松江市中原町の一畑電車北松江線 松江しんじ湖温泉駅から島根県道37号松江鹿島美保関線交点に至る。
本路線は認定（1958年（昭和33年）6月13日島根県告示第525号）当初は北松江停車場線だったが、北松江駅が松江温泉駅に改称した（1970年（昭和45年）10月1日）ため1974年（昭和49年）1月16日島根県告示第20号で松江温泉停車場線に改称され、さらに松江温泉駅が松江しんじ湖温泉駅に改称した（2002年（平成14年）4月1日）ため2004年（平成16年）8月31日島根県告示第849号で現行路線名称に改称されたという複雑な歴史を持つ。

### 路線データ
- 起点：松江市中原町（一畑電車北松江線 松江しんじ湖温泉駅前）
- 終点：松江市殿町（島根県道37号松江鹿島美保関線交点）

## 歴史
- 1958年（昭和33年）6月13日 - 島根県告示第525号により北松江停車場線として認定される[1]。
- 1972年（昭和47年）頃 - 現行の県道番号に変更される。
- 1974年（昭和49年）1月16日 - 島根県告示第20号により松江温泉停車場線に改称される。
- 2004年（平成16年）8月31日 - 島根県告示第849号により現行路線名称に改称される[1]。

## 路線状況

### 道路施設

#### 橋梁
- 交融橋（四十間堀川、松江市）

## 地理

### 通過する自治体
- 松江市

### 交差する道路
| 交差する道路                 | 交差する場所 | 交差する場所 |
| ---------------------------- | ------------ | ------------ |
| 島根県道37号松江鹿島美保関線 | 殿町         | 終点         |

### 沿線
- 一畑電車北松江線 松江しんじ湖温泉駅
- 宍道湖
- 松江しんじ湖温泉
- 月照寺
- 島根県庁
- 島根県警察本部
- 島根県立博物館
- 松江城跡